# Montfort (Alpy Górnej Prowansji)
Montfort – miejscowość i gmina we Francji, w regionie Prowansja-Alpy-Lazurowe Wybrzeże, w departamencie Alpy Górnej Prowansji.

## Demografia
Według danych na rok 1990 gminę zamieszkiwały 382 osoby, a gęstość zaludnienia wynosiła 32 osoby/km². W styczniu 2015 r. Montfort zamieszkiwało 370 osób, przy gęstości zaludnienia wynoszącej 31 osób/km².